# Hans Vollenweider

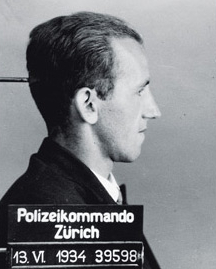
Hans Vollenweider.

Hans Vollenweider, född 11 februari 1908 i Zürich, död (avrättad) 18 oktober 1940 i Sarnen, var en schweizisk förbrytare och den siste att avrättas i landet under civil (kantonal) lag. Vollenweider, som dömts till två och ett halvt års fängelse för ett bankrån 1936, dödade under en niodagarsflykt 1939 tre män, varav en postman och en poliskonstapel. Han dömdes till döden för mord i Obwalden och avrättades med den giljotin från Luzern som, per utlåning, sedan 1892 i praktiken fungerat som avrättningsredskap i hela landet. Schweiz hade infört förbud mot dödsstraff i grundlagen 1874, men sedan förbudet återgått i en folkomröstning 1879 återinförde Obwalden straffet 1880, men hade inte sedan dess verkställt en dödsdom. Då en ny folkomröstning 1938 infört en ny, nationell strafflag utan dödsstraff för civila brott, som skulle träda i kraft den 1 januari 1942, var domen - liksom den föregående året i Zug mot Paul Irniger - mycket kontroversiell. Under inflytande av det tydliga krigshotet verkställde den schweiziska armén avrättningar fram till och med 1944, vilket tilläts enligt den militära straffrätten och inte uppmärksammats i samma grad som Vollenweiders dom.